# Tuffi ai Giochi della X Olimpiade - Piattaforma femminile
La competizione della piattaforma femminile  di tuffi ai Giochi della X Olimpiade si è svolta il giorno 12 agosto 1932 al Los Angeles Swimming Stadium.

## Risultati
4 tuffi obbligatori dalle piattaforme di 5 o 10 metri.
| Pos.    | Atleta               | Nazione     | Serie tuffi | Serie tuffi | Serie tuffi | Serie tuffi | Totale |
| Pos.    | Atleta               | Nazione     | 1°          | 2°          | 3°          | 4°          | Totale |
| ------- | -------------------- | ----------- | ----------- | ----------- | ----------- | ----------- | ------ |
| Oro     | Dorothy Poynton-Hill | Stati Uniti | 9,68        | 9,46        | 10,80       | 10,32       | 40,26  |
| Argento | Georgia Coleman      | Stati Uniti | 8,80        | 9,24        | 7,68        | 9,84        | 35,56  |
| Bronzo  | Marion Roper         | Stati Uniti | 8,58        | 7,92        | 9,12        | 9,60        | 35,22  |
| 4       | Ingeborg Sjöqvist    | Svezia      | 7,92        | 8,36        | 9,60        | 8,64        | 34,52  |
| 5       | Ingrid Larsen        | Danimarca   | 7,70        | 7,70        | 7,92        | 8,64        | 31,96  |
| 6       | Etsuko Kamakura      | Giappone    | 7,26        | 6,82        | 7,68        | 9,60        | 31,36  |
| 7       | Magdalene Epply      | Austria     | 5,06        | 6,82        | 6,24        | 8,64        | 26,76  |